# VC Schwerte
VC Schwerte har avsett två volleybollklubbar i Schwerte, Tyskland: VC Schwerte 1968 och dess efterföljare VC Schwerte 02. 
VC Schwerte 1968 var en av Tysklands mest framgångsrika damklubbar. De vann Volleyball-Bundesliga två gånger (1978 och 1979), DVV-Pokal tre gånger (1977, 1978 och 1998), kom trea i cupvinnarcupen 1977-1978 och trea i CEV Cup (nuvarande CEV Challenge Cup) 1988-1989. Klubben var aktiv tills 2001 då den gick i konkurs.
VC Schwerte 02 bildades 2002 för att driva vidare volleybollverksamhet i VC Schwerte 1968s anda vidare. Klubben blev dock aldrig lika framgångsrik som sin föregångare. Som bäst spelade de en säsong i 2. Volleyball-Bundesliga (2006/2007), men kom sist och åkte ur serien. Klubben gick 24 april 2014 samman med VV Phönix Schwerte och bildade VV Schwerte.